# Кузеево (Балтачевский район)
Кузее́во (баш. Күҙәй) — деревня в Балтачевском районе Башкортостана, относится к Шавьядинскому сельсовету.

## География
Расстояние до:
- районного центра (Старобалтачёво): 8 км,
- центра сельсовета (Шавьяды): 5 км,
- ближайшей ж/д станции (Куеда): 65 км.

## Население
| 2002 | 2009 | 2010 |
| ---- | ---- | ---- |
| 190  | ↘174 | ↘127 |

Национальный состав
Согласно переписи 2002 года, преобладающая национальность — марийцы (83 %).